# Carlos Bocanegra
Carlos Manuel Bocanegra (født 25. maj 1979 i Upland, Californien, USA) er en amerikansk tidligere fodboldspiller, der spillede som forsvarsspiller. Han spillede gennem karrieren for Fulham F.C. i England, Rennes og Saint-Étienne i Frankrig, Rangers i Skotland samt Chivas og Chicago Fire i hjemlandet. Han har to gange modtaget prisen for bedste forsvarsspiller i Major League Soccer.

## Landshold
Bocanegra nåede 110 kampe og 14 scoringer for USA's landshold, som han også var anfører for i 6 år. Han debuterede for sit land den 9. december 2001 i et opgør mod Sydkorea. Han repræsenterede efterfølgende holdet ved Confederations Cup i 2003 samt ved VM i 2006.